# Stefan Cornelis
Stefan Cornelis (Veurne, 21 mei 1965) is een Belgisch politicus voor Open Vld.

## Levensloop
Stefan Cornelis behaalde in 1990 zijn licentie van commercieel ingenieur aan de Katholieke Universiteit Leuven, waarna hij handelsingenieur en vastgoedmakelaar werd. Van 2004 tot 2010 was hij voorzitter van de Brusselse Gewestelijke Huisvestingsmaatschappij.
Hij werd politiek actief bij de liberale Open Vld en werd penningmeester van de Brusselse afdeling van de partij. In december 2009 volgde hij Jean-Luc Vanraes op als OCMW-voorzitter van Ukkel, hoewel hij geen deel uitmaakte van de gemeenteraad. Hij bleef OCMW-voorzitter tot in maart 2013. Ook was hij van 2009 tot 2011 kabinetschef van Vanraes wanneer die Brussels minister van Financiën en Begroting was. Cornelis bleef kabinetschef onder Guy Vanhengel, de opvolger van Vanraes als Brussels minister.
Bij de gemeenteraadsverkiezingen van 2012 werd Cornelis verkozen tot gemeenteraadslid van Ukkel, hetgeen hij zou blijven tot in december 2024. Twee maanden eerder, bij de lokale verkiezingen van oktober 2024, raakte hij niet herkozen in de gemeenteraad. Van juni 2017 tot februari 2025 was hij opnieuw OCMW-voorzitter van Ukkel ter opvolging van Jean-Luc Vanraes. Sinds februari 2025 is Cornelis OCMW-raadslid van de gemeente.
Van 2014 tot 2019 was hij tevens lid van het Brussels Hoofdstedelijk Parlement, waar hij secretaris was. In 2017 werd hij voorzitter van de parlementaire onderzoekscommissie naar aanleiding van de Samusocial-affaire. Bij de gewestverkiezingen van mei 2019 werd Cornelis niet herkozen. Vervolgens werd Cornelis in augustus 2019 kabinetschef van Brussels minister Sven Gatz.
Cornelis is of was ook van 2010 tot 2018 voorzitter van Sociaal Vervoer Brussel, tot 2010 voorzitter Dienst voor Maatschappelijke Begeleiding van Sociale Huurders, tot 2009 voorzitter van het Gemeenschapscentrum Candelaershuys en sinds 2015 voorzitter van het Willemsfonds Zuidwest-Brussel en bestuurslid van het Willemsfonds Brussels Hoofdstedelijk Gewest, sinds 2018 bestuurder van Le Pas, Prévention Animation Socioculturelle, tot 2017 secretaris en penningmeester van de toneelvereniging De Zonnebloem, tot 2018 voorzitter van de adviesraad van de Bibliotheek Ukkel, tot 2013 ondervoorzitter en van 2013 tot 2017 penningmeester van het Cultureel Centrum van Ukkel en tot 2009 secretaris van Brussel Deze Week.